# Хайнрих I фон Барби
Хайнрих I фон Барби (на немски: Heinrich I von Barby, Bischof von Brandenburg; * пр. 3 май 1272; † сл. 1327/ сл. 11 септември 1338/1351) е елект/епископ на Бранденбург (1324 – 1327).

## Биография
Той е от род Арнщайн-Барби, син на граф Буркард II (I) фон Арнщайн-Барби († ок. 24 ноември 1271) и съпругата му София фон Волденбург († 1276), дъщеря на граф Хайнрих I фон Волденберг († 26 ноември 1251). Внук е на граф Валтер IV фон Арнщайн († сл. 1259) и бургграфиня Луитгард фон Кверфурт-Магдебург († 1263). Първи братовчед е на Хайнрих фон Волденберг, епископ на Хилдесхайм (1310 – 1318).
На 1 май 1296 г. Хайнрих I фон Барби е домхер на Магдебург, на 26 юни 1316 г. е домхер на Хилдесхайм. След смъртта на епископ Йоханес I († 25 ноември 1324) Хайнрих I фон Барби е избран за новия епископ на Бранденбург. Той няма обаче подкрепата на архиепископа на Магдебург Буркхард III († 1325), затова не получава удобрението от папата.
Хайнрих I фон Барби е споменат за последен път в документ като елект на Бранденбург на 21 октомври 1327 г. Тази година той отново е домхер на Хилдесхайм. Новият епископ на Бранденбург през 1327 г. по нареждане на папата става Лудвиг Шенк фон Найндорф († 1347).